# Anagrus foersteri
Anagrus foersteri är en stekelart som först beskrevs av Julius Theodor Christian Ratzeburg 1848.  Anagrus foersteri ingår i släktet Anagrus och familjen dvärgsteklar. Inga underarter finns listade i Catalogue of Life.